# Temple Church
Temple Church, på dansk Tempelkirken, er en kirke i City of London, der er beliggende mellem Fleet Street og Themsen. Kirken blev bygget af Tempelridderne som deres engelske hovedkvarter. Den blev indviet den 10. februar 1185 af patriark Heraclius fra Jerusalem. Under kong Johans regeringstid (1199-1216) tjente bygningen som kongens skatkammer, hvilket tempelriddernes rolle som proto-internationale bankfolk understøttede. Det ejes i dag i fællesskab af de to Inns of Court: Inner Temple og Middle Temple. Det er berømt for at være en rundkirke, en almindelig bygningsform for tempelriddernes kirker, og for dens liggende statuer fra det 13. og 14. århundrede. Kirken blev stærkt beskadiget af tysk bombning under anden verdenskrig og er siden blevet kraftigt restaureret og genopbygget.
Området omkring Temple Church er kendt som The Temple. Temple Bar, en ornamental byport, stod tidligere midt i Fleet Street. I nærheden ligger Temple Underground Station.

## Historie

### Konstruktion
I midten af det 12. århundrede, før kirken blev opført, mødtes Tempelridderne i London i gaden High Holborn i en bygning oprindeligt etableret af Hugues de Payens. På grund af den hurtige vækst i ordnen i 1160'erne, blev stedet for lille, og ordnen købte det nuværende sted for at etablere et større klosterkompleks som deres hovedkvarter i England. Udover kirken indeholdt det nye område oprindeligt boliger, militære træningsfaciliteter og rekreative områder til de soldatermunke og novicer, som ikke fik lov til at gå ind i the City uden tilladelse fra tempelmesteren.
Kirkebygningen består af to separate sektioner: Den oprindelige cirkulære kirkebygning, den såkaldte Round Church, der nu fungerer som skib, og en senere rektangulær sektion øst for, bygget cirka et halvt århundrede senere, der danner koret.
Efter korsfarernes erobring af Jerusalem i 1099 blev Klippehelligdommen givet til Augustinerne, som forvandlede den til en kirke (mens Al-Aqsa-moskeen blev et kongeligt palads). Fordi Klippehelligdommen var stedet for Salomos Tempel, havde tempelridderne deres hovedkvarter i Al-Aqsa-moskeen ved siden af denne i en stor del af det 12. århundrede. Templum Domini, som de kaldte Kilppehelligdommen, og Gravkirken, som Temple Church i London var baseret på, blev den arkitektoniske model for tempelriddernes rundkirker i hele Europa.
Rundkirken er 17 meter i diameter, og indeholder de tidligst kendte og stadig eksisterende, fritstående søjler af Purbeck-marmor, stående i en cirkel. Det er sandsynligt, at væggene og de groteske hoveder oprindeligt var malet i farver.
Kirken blev indviet den 10. februar 1185 af Heraclius, den latinske patriark i Jerusalem. Det antages, at kong Henrik 2. af England (1154-1189) var til stede ved indvielsen.

### 1185-1307
Tempelridderordenen var meget magtfuld i England, hvor tempelmesteren sad i parlamentet som primus baro (den første baron i rigets rangfølge). Området omkring Temple Church blev jævnligt brugt som bolig af konger og repræsentanter for Paven. Temple Church tjente også som en slags bankboks, undertiden for at afværge kongens forsøg på at fratage adelen dens midler. Flere mener, at det var Tempelriddernes internationale og uafhængige netværk samt deres enorme rigdom, som gav anledning til stor jalousi, der ledte til deres undergang.

### Kronens beslaglæggelse
Efter tilintetgørelsen af Tempelridderne i 1307 tog kong Edvard 2. af England kontrol over kirken. Den blev senere givet til Johanniterordenen, der lejede templet ud til to skoler for advokater. Den ene skoles elever flyttede ind i den del af Temple Church, der tidligere blev brugt af Tempelridderne, og den anden skoles elever ind i den del, der tidligere blev brugt af dens præster, og alle delte brugen af kirken. Kollegierne udviklede sig til Inner Temple og Middle Tempel, to af de fire Inns of Court.